# Norča
Norča (cyr. Норча) – wieś w Serbii, w okręgu pczyńskim, w gminie Preševo. W 2002 roku liczyła 992 mieszkańców.